# Casiano Pérez-Batallón
Casiano Pérez Batallón y Losada, nacido en Sarria el 12 de agosto de 1839 y fallecido en la misma ciudad a principios de julio de 1903, era abogado y político gallego.

## Trayectoria
Estudió en el Colegio de Nuestra Señora de la Antigua de Monforte de Lemos y en la Universidad de Santiago de Compostela, terminando la Facultad de Derecho en la Universidad Central (1864). Como hijo único de Manuel Antonio Pérez Batallón y de Claudina Losada González, heredó el importante patrimonio territorial conseguido por su padre en los procesos desamortizadores de las décadas de 1830 y 1840. Por su parte, como gran rentista, intervino, obligado por la ley, en el proceso de redención de foros de 1873. Su saneada posición económica le permitió residir durante mucho tiempo en Madrid y dedicarse a las actividades políticas en representación de su provincia de origen.
Inicialmente ejerció la abogacía y fue nombrado funcionario de la administración civil (1866). En las elecciones de marzo de 1867 fue elegido diputado por el distrito de Lugo. Durante el Sexenio Democrático regresó a Sarria donde ejerció la abogacía, si bien en 1871 constituyó con otros correligionarios la Comisión Provincial del Partido Conservador que presidía el conde Pallarés y que recogía la idea centralista de reestructurar el partido a partir de los antiguos moderados. Ya en la Restauración y como miembro del Partido Conservador, fue diputado provincial y volvió a ser elegido diputado a las Cortes por el distrito de Lugo en las elecciones de 1879 y 1884. Posteriormente fue senador por la misma provincia en 1886 y 1891-1893. Murió en Sarria el 1 de julio de 1903.